# Lista de atletas brasileiros nos Jogos Olímpicos de Verão de 1960
A lista a seguir discrimina os atletas brasileiros que participaram da Roma 1960, independentemente de terem logrado êxito na busca por medalhas.
Nos Jogos Olímpicos de Verão de 1960, os Jogos de número XVII, em Roma, na Itália, o Brasil participou de sua oitava Olimpíada com 72 atletas, sendo 71 homens e 1 mulher, em 14 esportes: atletismo, basquetebol, boxe, ciclismo, saltos ornamentais, hipismo, futebol, pentatlo moderno, remo, vela, tiro esportivo, natação, polo aquático e levantamento de peso. O país conquistou 2 medalhas de bronze.
Subsedes:
Nessa edição, além de Roma o torneio de futebol foi realizado nas subsedes de Florença, Grosseto, Livorno, Pescara, L'Áquila e Nápoles; o Golfo de Nápoles também recebeu as regatas da vela; Pratoni del Vivaro foi o palco de algumas provas do hipismo; Passo Corese abrigou parte do pentatlo moderno; em Castel Gandolfo ocorreram as disputas da canoagem e do remo; Cesano acolheu a competição de tiro.
Mais uma vez Sylvio Padilha chefiou a missão que trouxe as medalhas de bronze com o  nadador Manuel dos Santos Júnior nos "100 metros livre" e com a seleção de "basquetebol masculino", pela primeira vez treinada diretamente nos Jogos Olímpicos por Togo Renan Kanela Soares, que conquistou o bronze pela segunda vez. O basquetebolista Algodão que também esteve na conquista na Londres 1948 se tornou o quarto brasileiro medalhista múltiplo da história, se juntando a Guilherme Paraense, Afrânio da Costa e Adhemar Ferreira da Silva (Vide seção "Multimedalhistas").
Já o bicampeão Olímpico Adhemar Ferreira da Silva foi porta-bandeira pela segunda vez, mas nas provas não conseguiu repetir seu desempenho das edições anteriores e ficou apenas em 14.° lugar no "salto triplo".
A única mulher na delegação brasileira foi a atleta dos "80 metros com barreiras", Wanda dos Santos.
Outros destaques:
No "futebol" a atual seleção campeã mundial, treinada por Vicente Feola, não passou da primeira fase, mesmo tendo no elenco nomes como o canhotinha Gérson e Roberto Dias, entre outros; no "ciclismo" Anésio Argenton disputou duas provas concluindo em 5.° e 6.° lugares; o iatista Reinaldo Conrad, na "classe finn", se tornou o primeiro brasileiro a vencer uma regata Olímpica da vela, mas conclui a competição na 5.ª colocação.
Abaixo segue a relação dos esportistas brasileiros participantes da Roma 1960.

## Atletismo
Masculino
Eventos de pista e de estrada
| Atleta                   | Modalidade            | Eliminatória | Eliminatória | Quartas de final | Quartas de final | Semifinal   | Semifinal   | Final       | Final     | Referência(s) |
| Atleta                   | Modalidade            | Resultado    | Colocação    | Resultado        | Colocação        | Resultado   | Colocação   | Resultado   | Colocação | Referência(s) |
| ------------------------ | --------------------- | ------------ | ------------ | ---------------- | ---------------- | ----------- | ----------- | ----------- | --------- | ------------- |
| Affonso Coelho da Silva  | 100 m                 | 10.80        | 4.°          | Não avançou      | Não avançou      | Não avançou | Não avançou | Não avançou | 31.°      | [ 7 ]         |
| José Telles da Conceição | 200 m                 | 21.30        | 2.° Q        | 21.50            | 6.°              | Não avançou | Não avançou | Não avançou | 22.°      | [ 8 ]         |
| Anubes Ferraz da Silva   | 400 m                 | 48.00        | 4.°          | Não avançou      | Não avançou      | Não avançou | Não avançou | Não avançou | 30.°      | [ 9 ]         |
| Anubes Ferraz da Silva   | 400 m barreiras       | 52.10        | 3.°          | _                | _                | Não avançou | Não avançou | Não avançou | 15.°      | [ 10 ]        |
| Sebastião Mendes         | 3000 m com obstáculos | DNS          | 12.°         | _                | _                | _           | _           | Não avançou | =30.°     | [ 11 ]        |

Eventos de campo
| Atleta                    | Modalidade         | Qualificação | Qualificação | Final       | Final     | Referência(s) |
| Atleta                    | Modalidade         | Resultado    | Colocação    | Resultado   | Colocação | Referência(s) |
| ------------------------- | ------------------ | ------------ | ------------ | ----------- | --------- | ------------- |
| José Telles da Conceição  | salto em distância | DNS          | =50.°        | Não avançou | =50.°     | [ 12 ]        |
| Adhemar Ferreira da Silva | salto triplo       | 15.61        | 13.° Q       | 15.07       | 14.°      | [ 13 ]        |

Feminino
Eventos de pista e de estrada
| Atleta           | Modalidade         | Eliminatória | Eliminatória | Quartas de final | Quartas de final | Semifinal   | Semifinal   | Final       | Final     | Referência(s) |
| Atleta           | Modalidade         | Resultado    | Colocação    | Resultado        | Colocação        | Resultado   | Colocação   | Resultado   | Colocação | Referência(s) |
| ---------------- | ------------------ | ------------ | ------------ | ---------------- | ---------------- | ----------- | ----------- | ----------- | --------- | ------------- |
| Wanda dos Santos | 80 m com barreiras | 11.70        | 4.°          | Não avançou      | Não avançou      | Não avançou | Não avançou | Não avançou | 20.°      | [ 14 ]        |

## Basquetebol
Masculino
Primeira fase
Grupo C
| V |  | Brasil | 75–72 | PUR Porto Rico |  |  |  |

| V |  | Brasil | 58–54 | URS União Soviética |  |  |  |

| V |  | Brasil | 80–72 | MEX México | (61-61•19-11>AET) |  |  |

Colocação no grupo: 1.° Q
Tabela - Grupo C
| Equipe          | Jogos | Vitórias | Derrotas | Pontos pró | Pontos contra | Saldo de pontos | Pontuação |
| --------------- | ----- | -------- | -------- | ---------- | ------------- | --------------- | --------- |
| Brasil          | 3     | 3        | 0        | 213        | 198           | +15             | 6         |
| União Soviética | 3     | 2        | 1        | 220        | 170           | +50             | 5         |
| México          | 3     | 1        | 2        | 189        | 210           | -21             | 4         |
| Porto Rico      | 3     | 0        | 3        | 199        | 243           | -44             | 3         |

|  | Classificados para semifinal |
|  | Disputa de 9.° a 16.°        |

Segunda fase - semifinal
Grupo A
| V |  | Brasil | 78–75 | ITA Itália | (70-70•8-5>AET) |  |  |

| V |  | Brasil | 77–68 | POL Polônia |  |  |  |

| V |  | Brasil | 85–78 | TCH Checoslováquia |  |  |  |

Colocação no grupo: 1.° Q
Tabela - Grupo A
| Equipe          | Jogos | Vitórias | Derrotas | Pontos pró | Pontos contra | Saldo de pontos | Pontuação |
| --------------- | ----- | -------- | -------- | ---------- | ------------- | --------------- | --------- |
| Brasil          | 3     | 3        | 0        | 240        | 221           | +19             | 6         |
| Itália          | 3     | 2        | 1        | 226        | 216           | -10             | 5         |
| Tchecoslováquia | 3     | 1        | 2        | 236        | 237           | -1              | 4         |
| Polónia         | 3     | 0        | 3        | 211        | 239           | -28             | 3         |

|  | Classificados para a fase final |
|  | Disputa de 5.° a 8.°            |

Fase final
Pontos corridos
| D |  | URS União Soviética | 64–62 | Brasil |  |  |  |

| D |  | USA Estados Unidos | 90–63 | Brasil |  |  |  |

Colocação final: 3.°
Tabela - fase final
| Equipe          | Jogos | Vitórias | Derrotas | Pontos pró | Pontos contra | Saldo de pontos | Pontuação |
| --------------- | ----- | -------- | -------- | ---------- | ------------- | --------------- | --------- |
| Estados Unidos  | 3     | 3        | 0        | 283        | 201           | +82             | 6         |
| União Soviética | 3     | 2        | 1        | 199        | 213           | -14             | 5         |
| Brasil          | 3     | 1        | 2        | 203        | 229           | -26             | 4         |
| Itália          | 3     | 0        | 3        | 226        | 268           | -42             | 3         |

Obs.: Brasil e Itália carregaram o resultado do confronto direto da fase anterior.
Equipe:
Amaury Pasos
Antônio Sucar
Carlos Mosquito
Carmo Rosa Branca
Edson Bispo
Fernando Brobró
Jatyr Schall
Moysés Blás
Waldemar Blatkauskas
Waldyr Boccardo
Wlamir Marques
Zenny Algodão

Referência(s): 

## Boxe
Masculino
| Atleta                      | Modalidade           | 1ª Rodada            | 2ª Rodada                  | 3ª Rodada            | Quartas de final     | Semifinais           | Final                | Final                | Colocação final | Referência(s) |
| Atleta                      | Modalidade           | Adversário Resultado | Adversário Resultado       | Adversário Resultado | Adversário Resultado | Adversário Resultado | Adversário Resultado | Adversário Resultado | Colocação final | Referência(s) |
| --------------------------- | -------------------- | -------------------- | -------------------------- | -------------------- | -------------------- | -------------------- | -------------------- | -------------------- | --------------- | ------------- |
| José Piccinin Neves Martins | peso mosca           | Bye                  | ROU Mircea Dobrescu D 0-5  | Não avançou          | Não avançou          | Não avançou          | Não avançou          | Não avançou          | =17.°           | [ 16 ]        |
| Waldomiro Pinto             | peso galo            | Bye                  | URS Oleg Grigoriew D 0-5   | Não avançou          | Não avançou          | Não avançou          | Não avançou          | Não avançou          | =17.°           | [ 17 ]        |
| Jorge Sacoman               | peso meio-médio leve | Bye                  | VEN Miguel Amarista D 2-3  | Não avançou          | Não avançou          | Não avançou          | Não avançou          | Não avançou          | =17.°           | [ 18 ]        |
| Hélio Crescêncio            | peso médio-leve      | Bye                  | IRL Michael Reid D 1-4     | Não avançou          | Não avançou          | Não avançou          | Não avançou          | Não avançou          | =17.°           | [ 19 ]        |
| José Pedro Leite            | peso meio-pesado     | Bye                  | ARG Rafael Gargiulo D KO-1 | Não avançou          | Não avançou          | Não avançou          | Não avançou          | Não avançou          | =9.°            | [ 20 ]        |

## Ciclismo
Masculino
Pista
Contrarrelógio
| Atleta          | Modalidade        | Resultado | Colocação | Referência(s) |
| --------------- | ----------------- | --------- | --------- | ------------- |
| Anésio Argenton | 1000 m individual | 1:09.96   | 6.°       | [ 21 ]        |

Velocidade
| Atleta          | Modalidade        | Eliminatórias        | Repescagem 1            | Repescagem 2                          | Rodada 2             | Repescagem 3         | Oitavas de final                                 | Quartas de final      | Semifinais           | Final                | Final           | Referência(s) |
| Atleta          | Modalidade        | Adversário Resultado | Adversário Resultado    | Adversário Resultado                  | Adversário Resultado | Adversário Resultado | Adversário Resultado                             | Adversário Resultado  | Adversário Resultado | Adversário Resultado | Colocação final | Referência(s) |
| --------------- | ----------------- | -------------------- | ----------------------- | ------------------------------------- | -------------------- | -------------------- | ------------------------------------------------ | --------------------- | -------------------- | -------------------- | --------------- | ------------- |
| Anésio Argenton | 1000 m individual | BEL Leo Sterckx D    | GBR Karl Barton 12.30 V | URS Imants Bodnieks MEX Luis Muciño D | _                    | _                    | AUS Ron Baensch ITA Valentino Gasparella 11.40 V | ITA Sante Gaiardoni D | Não avançou          | Não avançou          | =5.°            | [ 22 ]        |

## Saltos ornamentais
Masculino
| Atleta           | Modalidade    | Preliminar | Preliminar | Final       | Final       | Final       | Final           | Referência(s) |
| Atleta           | Modalidade    | Resultado  | Colocação  | Resultado   | Colocação   | Total       | Colocação final | Referência(s) |
| ---------------- | ------------- | ---------- | ---------- | ----------- | ----------- | ----------- | --------------- | ------------- |
| Fernando Ribeiro | trampolim 3 m | 49.27      | 22.°       | Não avançou | Não avançou | Não avançou | 22.°            | [ 23 ]        |

## Hipismo
Aberto
Concurso de saltos
| Atleta                                                                             | Cavalo                 | Modalidade        | Rodada 1              | Rodada 2              | Total                 | Referência(s) |
| Atleta                                                                             | Cavalo                 | Modalidade        | Penalidades Colocação | Penalidades Colocação | Penalidades Colocação | Referência(s) |
| ---------------------------------------------------------------------------------- | ---------------------- | ----------------- | --------------------- | --------------------- | --------------------- | ------------- |
| Francisco Rabelo Leite Neto                                                        | Sultão                 | saltos individual | 29.75 32.°            | DNS =37.°             | 39.°                  | [ 24 ]        |
| Oscar Sotero da Silva                                                              | Cerrito                | saltos individual | 34.00 36.°            | DNS =37.°             | 40.°                  | [ 24 ]        |
| Renyldo Pedro Guimarães Ferreira                                                   | Marengo                | saltos individual | 50.00 44.°            | DNS =37.°             | 45.°                  | [ 24 ]        |
| Francisco Rabelo Leite Neto Oscar Sotero da Silva Renyldo Pedro Guimarães Ferreira | Sultão Cerrito Marengo | saltos equipe     | 27.25 11.°            | DNF =15.°             | 17.°                  | [ 25 ]        |

## Futebol
Masculino
Primeira fase
Grupo B
| V |  | Brasil | 4–3 | GBR Grã-Bretanha |  |  |  |

| V |  | Brasil | 5–0 | TWN República da China |  |  |  |

| D |  | ITA Itália | 3–1 | Brasil |  |  |  |

Colocação no grupo: 2.° - Não avançou
Tabela - Grupo B
| Equipe      | Partidas | Vitórias | Empates | Derrotas | Gols pró | Gols contra | Saldo de gols | Pontos |
| ----------- | -------- | -------- | ------- | -------- | -------- | ----------- | ------------- | ------ |
| Itália      | 3        | 2        | 1       | 0        | 9        | 4           | +5            | 5      |
| Brasil      | 3        | 2        | 0       | 1        | 10       | 6           | +4            | 4      |
| Reino Unido | 3        | 1        | 1       | 1        | 8        | 8           | 0             | 3      |
| Taiwan      | 3        | 0        | 0       | 3        | 3        | 12          | -9            | 0      |

|  | Classificados para as semifinais |

Colocação final: =5.°
Equipe:
Álvaro Vilela Jurandir
Carlos Alberto Cavalheiro
Chiquinho Castro
Dary Batista de Oliveira
Décio Randazzo Teixeira
Dércio Gil
Edmar Japiassu Maia
Gérson de Oliveira Nunes
Ivan Brondi
Jonas Bento de Carvalho
Jorge Gaetano Rubens
José Brandão Cândido dos Campos
José Ricardo China
Luiz Wanderley Machado da Silva
Nonô Reinaldo Franco
Paulinho Ferreira
Roberto Dias
Valdir Alves Figueiras

Referência(s): 

## Pentatlo moderno
Masculino
| Atleta                                                     | Modalidade | Hipismo cross-country com obstáculos   | Esgrima espada 1 toque | Tiro pistola rápida 25 m | Natação 300 m livre | Corrida cross-country 4000 m | Pontos perdidos | Colocação final | Referência(s) |
| Atleta                                                     | Modalidade | Colocação                              | Colocação              | Colocação                | Colocação           | Colocação                    | Pontos perdidos | Colocação final | Referência(s) |
| ---------------------------------------------------------- | ---------- | -------------------------------------- | ---------------------- | ------------------------ | ------------------- | ---------------------------- | --------------- | --------------- | ------------- |
| Justo Botelho Santiago                                     | individual | Cavalo: Celone 50.°                    | =24.°                  | =17.°                    | 17.°                | 20.°                         | 4270.00         | 27.°            | [ 27 ]        |
| Wenceslau Malta                                            | individual | Cavalo: Avorio 17.°                    | =40.°                  | =12.°                    | 43.°                | 32.°                         | 4181.00         | 32.°            | [ 27 ]        |
| José Wilson Pereira                                        | individual | Cavalo: Barbera 56.°                   | =51.°                  | =28.°                    | 20.°                | 33.°                         | 3520.00         | 50.°            | [ 27 ]        |
| José Wilson Pereira Justo Botelho Santiago Wenceslau Malta | equipe     | Cavalos: Barbera, Celone e Avorio 16.° | 14.°                   | 5.°                      | 10.°                | 8.°                          | 11937.00        | 13.°            | [ 28 ]        |

## Remo
Masculino
| Atleta                                                                                   | Modalidade | Eliminatórias | Eliminatórias | Repescagem | Repescagem | Semifinais  | Semifinais  | Final       | Final     | referência(s) |
| Atleta                                                                                   | Modalidade | Resultado     | Colocação     | Resultado  | Colocação  | Resultado   | Colocação   | Resultado   | Colocação | referência(s) |
| ---------------------------------------------------------------------------------------- | ---------- | ------------- | ------------- | ---------- | ---------- | ----------- | ----------- | ----------- | --------- | ------------- |
| Eduardo Endtner Francisco Todesco Harri Klein Paulino Leite Waldemar Scovino (timoneiro) | quatro com | 6:57.48       | 5.° R         | 7:09.78    | 4.°        | Não avançou | Não avançou | Não avançou | 17.°      | [ 29 ]        |

## Vela
Aberto
| Atleta                                                | Modalidade             | Regatas             | Regatas             | Regatas             | Regatas             | Regatas             | Regatas             | Regatas               | Colocação final     | Referência(s) |
| Atleta                                                | Modalidade             | 1                   | 2                   | 3                   | 4                   | 5                   | 6                   | 7 (regata da medalha) | Colocação final     | Referência(s) |
| Atleta                                                | Modalidade             | Pontuação Colocação | Pontuação Colocação | Pontuação Colocação | Pontuação Colocação | Pontuação Colocação | Pontuação Colocação | Pontuação Colocação   | Pontuação Colocação | Referência(s) |
| ----------------------------------------------------- | ---------------------- | ------------------- | ------------------- | ------------------- | ------------------- | ------------------- | ------------------- | --------------------- | ------------------- | ------------- |
| Reinaldo Conrad                                       | classe finn            | 469.00 15.°         | 1168.00 3.°         | 645.00 10.°         | 1645.00 1.°         | 645.00 10.°         | 390.00 18.°         | 604.00 11.°           | 5566.00/5176.00 5.° | [ 30 ]        |
| Cid Nascimento Jorge Pontual                          | classe star            | 516.00 10.°         | 402.00 13.°         | 562.00 9.°          | 738.00 6.°          | 613.00 8.°          | 475.00 11.°         | 562.00 9.°            | 3860.00/3466.00 9.° | [ 31 ]        |
| Roberto Ferreira da Rosa Wolfgang Edgard Putz Richter | classe flying dutchman | 270.00 21.°         | 362.00 17.°         | 291.00 20.°         | 231.00 23.°         | 270.00 21.°         | 0.00 DNS =26.°      | 0.00 DNS =29.°        | 1424.00 26.°        | [ 32 ]        |

## Tiro esportivo
Masculino
| Atleta                        | Modalidade               | Qualificação | Qualificação | Final       | Final     | Referência(s) |
| Atleta                        | Modalidade               | Resultado    | Colocação    | Resultado   | Colocação | Referência(s) |
| ----------------------------- | ------------------------ | ------------ | ------------ | ----------- | --------- | ------------- |
| Amaury da Costa e Rocha       | pistola rápida 25 m      | _            | _            | 556.00      | 42.°      | [ 33 ]        |
| Amaury da Costa e Rocha       | pistola livre 50 m       | _            | _            | 503.00      | 50.°      | [ 34 ]        |
| Álvaro José dos Santos Júnior | pistola livre 50 m       | _            | _            | 518.00      | 43.°      | [ 34 ]        |
| Luiz Artigas Martins          | carabina 3 posições 50 m | 525.00       | 28.°         | Não avançou | =57.°     | [ 35 ]        |
| Luiz Artigas Martins          | carabina deitado 50 m    | 387.00       | 9.° Q        | 577.00      | 33.°      | [ 36 ]        |

## Natação
Masculino
| Atleta                                                                                           | Modalidade      | Eliminatória | Eliminatória | Semifinal   | Semifinal   | Final       | Final     | Referência(s) |
| Atleta                                                                                           | Modalidade      | Resultado    | Colocação    | Resultado   | Colocação   | Resultado   | Colocação | Referência(s) |
| ------------------------------------------------------------------------------------------------ | --------------- | ------------ | ------------ | ----------- | ----------- | ----------- | --------- | ------------- |
| Manuel dos Santos Júnior                                                                         | 100 m livre     | 56.30        | 1.° Q        | 56.30       | 1.° Q       | 55.40       | 3.°       | [ 37 ]        |
| Fernando Luiz Nabuco de Abreu                                                                    | 100 m livre     | 1:00.10      | 5.°          | Não avançou | Não avançou | Não avançou | 36.°      | [ 37 ]        |
| Athos Procópio de Oliveira Júnior                                                                | 100 m costas    | 1:07.90      | 6.°          | Não avançou | Não avançou | Não avançou | 28.°      | [ 38 ]        |
| Farid Zablith Filho                                                                              | 200 m peito     | 2:48.60      | 5.°          | Não avançou | Não avançou | Não avançou | 26.°      | [ 39 ]        |
| Aldo Perseke                                                                                     | 200 m borboleta | 2:50.80      | 6.°          | Não avançou | Não avançou | Não avançou | 32.°      | [ 40 ]        |
| Aldo Perseke Athos Procópio de Oliveira Júnior Farid Zablith Filho Fernando Luiz Nabuco de Abreu | 4×100 m medley  | 4:30.10      | 6.°          | Não avançou | Não avançou | Não avançou | 16.°      | [ 41 ]        |

## Polo aquático
Masculino
Primeira fase
Grupo B
| E | Brasil | 2–2 | Argentina |  |

| D | Alemanha | 6–3 | Brasil |  |

| D | União Soviética | 8–2 | Brasil |  |

Colocação no grupo: 4.° - Não avançou
Tabela - Grupo B
| Equipe          | Jogos | Vitórias | Empates | Derrotas | Gols pró | Gols contra | Saldo de gols | Pontos |
| --------------- | ----- | -------- | ------- | -------- | -------- | ----------- | ------------- | ------ |
| União Soviética | 3     | 3        | 0       | 0        | 20       | 10          | +10           | 6      |
| Alemanha        | 3     | 2        | 0       | 1        | 15       | 9           | +6            | 4      |
| Argentina       | 3     | 0        | 1       | 2        | 7        | 14          | -7            | 1      |
| Brasil          | 3     | 0        | 1       | 2        | 7        | 16          | -9            | 1      |

|  | Classificados para as semifinais |

Colocação final: =13.°
Equipe:
Adhemar Grijó Filho
Everardo Luiz Álvares da Cruz Filho
Henry John Romero Sanson
Hilton de Almeida
João Gonçalves Filho
Jorge Luiz Álvares da Cruz
Luiz Daniel
Luiz Eduardo Lima
Márvio Kelly dos Santos
Rolando Luiz Álvares da Cruz

Referência(s): 

## Levantamento de peso
Masculino
| Atleta         | Modalidade                   | Pressão militar | Pressão militar | Arranco   | Arranco   | Arremesso | Arremesso | Total  | Colocação | Referência(s) |
| Atleta         | Modalidade                   | Resultado       | Colocação       | Resultado | Colocação | Resultado | Colocação | Total  | Colocação | Referência(s) |
| -------------- | ---------------------------- | --------------- | --------------- | --------- | --------- | --------- | --------- | ------ | --------- | ------------- |
| Bruno Barabani | peso meio-pesado (até 90 kg) | 120.00          | 15.°            | 117.50    | 14.°      | 152.50    | 14.°      | 390.00 | =15.°     | [ 43 ]        |

## Multimedalhistas
Nesta seção listam-se os atletas brasileiros detentores de pelo menos 2 pódios Olímpicos, desde as edições pregressas, até essa edição. A ordem de classificação se segue pelos seguintes critérios:
1. Maior número de medalhas de ouro;
2. Maior número de medalhas de prata;
3. Maior número de medalhas de bronze;
4. Conquista mais antiga;
5. Esporte ou modalidade mais antiga no programa Olímpico;
6. Ordem alfabética.

| Posição | Atleta                    | Esporte        | Ouro | Prata | Bronze | Jogos          | Medalha de ouro | Medalha de prata | Medalha de bronze | Total de medalhas |
| ------- | ------------------------- | -------------- | ---- | ----- | ------ | -------------- | --------------- | ---------------- | ----------------- | ----------------- |
| 1.°     | Adhemar Ferreira da Silva | Atletismo      | 2    | 0     | 0      | Helsinque 1952 | 1               | 0                | 0                 | 2                 |
| 1.°     | Adhemar Ferreira da Silva | Atletismo      | 2    | 0     | 0      | Melbourne 1956 | 1               | 0                | 0                 | 2                 |
| 2.°     | Guilherme Paraense        | Tiro esportivo | 1    | 0     | 1      | Antuérpia 1920 | 1               | 0                | 1                 | 2                 |
| 3.°     | Afrânio da Costa          | Tiro esportivo | 0    | 1     | 1      | Antuérpia 1920 | 0               | 1                | 1                 | 2                 |
| 4.°     | Zenny Algodão             | Basquete       | 0    | 0     | 2      | Londres 1948   | 0               | 0                | 1                 | 2                 |
| 4.°     | Zenny Algodão             | Basquete       | 0    | 0     | 2      | Roma 1960      | 0               | 0                | 1                 | 2                 |

## Medalhas
| Medalha | Atleta | Esporte     | Modalidade       | Data       |
| ------- | --- | ----------- | ---------------- | ---------- |
| Bronze  | Manoel dos Santos Júnior | Natação     | 100 m livre      | 27/08/1960 |
| Bronze  | Seleção Brasileira de Basquetebol Masculino Amaury Pasos Antônio Sucar Carlos Mosquito Carmo Rosa Branca Edson Bispo Fernando Brobró Jatyr Schall Moysés Blás Waldemar Blatkauskas Waldyr Boccardo Wlamir Marques Zenny Algodão | Basquetebol | quadra masculino | 10/09/1960 |

| Medalhas por esporte | Medalhas por esporte | Medalhas por esporte | Medalhas por esporte | Medalhas por esporte |
| Esporte              | Medalha de ouro      | Medalha de prata     | Medalha de bronze    | Total de medalhas    |
| -------------------- | -------------------- | -------------------- | -------------------- | -------------------- |
| Natação              | 0                    | 0                    | 1                    | 1                    |
| Basquetebol          | 0                    | 0                    | 1                    | 1                    |
| Total                | 0                    | 0                    | 2                    | 2                    |